# Parafia św. Jana Chrzciciela i Michała Archanioła w Lubawie
Parafia św. Jana Chrzciciela i św. Michała Archanioła w Lubawie – parafia rzymskokatolicka w diecezji toruńskiej, w dekanacie Lubawa, z siedzibą w Lubawie. 

## Historia
Erygowana w 2000 roku z parafii Nawiedzenia NMP i św. Anny w Lubawie.

## Kościół parafialny
- Kościół Bernardynów, gotycki 1496–1508,przebudowany 1603–1610. Strop kasetonowy z malowidłami późnorenesansowymi.

## Zasięg parafii
Do parafii należą wierni z miejscowości: Fijewo, Mortęgi i Tuszewo oraz z Lubawy mieszkający przy ulicach: Kupnera (od 2 do 12, od 17 prawa i lewa strona do ul. Pielgrzyma), Polnej, 19 Stycznia, Łaziennej, Łąkowej, Pawiej, Rzepnikowskiego (od 3 do 9), Jagiełły, Królowej Jadwigi, Kazimierza Wielkiego, Dworcowej (od 22 do 26), Wybudowanie pod Dworzec i Warszawskiej (od 13 do 21, bloki nr 26, 26 a,28, 28 a, 30, 30 a).